# 上海科创银行
上海科创银行（英語：Shanghai Innovation Bank）是上海浦东发展银行全资控股的银行，前身为浦发银行与美国硅谷银行在2012年8月成立的浦发硅谷银行（英語：SPD Silicon Valley Bank）。成立初期双方各出资50%，是第一家中美合资银行。2015年7月获中国银行保险监督管理委员会批复，启动人民币业务。
2023年3月10日，股东硅谷银行宣布倒闭。该行次日发布公告声明，指出該行與矽谷銀行並非同一家經營，矽谷銀行僅是其投資方，称其“拥有规范的公司治理架构，有独立经营的资产负债表。作为中国首家科技银行，致力于服务中国科创企业，始终按照中国法律法规规范稳健经营”，将会持续运作。2024年8月30日，国家金融监管总局上海监管局批复同意浦发硅谷银行更名为上海科创银行，浦发银行持股比例调整为100%，换言之硅谷银行退出该行的股东行列。相关变更将在取得市场监督管理部门审批后正式生效。